# Sikorsky S-38
Die Sikorsky S-38 war ein Amphibienflugzeug des US-amerikanischen Herstellers Sikorsky Manufacturing Co., der ab 1929 als Sikorsky Aviation Division der United Aircraft and Transport Corporation firmierte. Die S-38 war nach der nur einmal gebauten S-34 und der in fünf Exemplaren gefertigten S-36 das erste Flugzeug von Sikorsky, das in größerer Stückzahl gebaut wurde. Gelegentlich wurde es auch The Explorer's Air Yacht genannt.

## Geschichte
Im Wesentlichen stellte die S-38 eine um 30 % maßstäblich vergrößerte S-36 mit doppelter Leistung und dreifacher Reichweite dar. Um auch die Proportionen ähnlich zur S-36 zu halten, wurden die Triebwerke an Streben unter den Tragflächen aufgehängt. Die Rumpfhülle besaß eine mit Duralumin beplankte Holzstruktur. Der Erstflug erfolgte am 25. Juni 1928.
Sikorsky erhielt elf Bestellungen für die erste Serienversion S-38A. Kunden waren die NYRBA für ihre Südamerika-Routen, die Pan American Airways für die Karibik-Routen und Western Air Express für Flüge zur Catalina Island. Auch die US Navy erhielt zwei S-38A, die sie als PS-2 bezeichnete. Ein Exemplar ging zum US Army Air Corps als XC-6 und eine Luxusausführung erhielt der amerikanische Diplomat und Verleger John H. Whitney.
Die Hauptserienvariante S-38B wurde Ende 1928 mit etwas stärkeren Triebwerken und größeren Treibstofftanks eingeführt. Bis 1932 wurden davon etwa 100 Maschinen ausgeliefert. Die Mehrzahl davon wiederum an NYRBA, Pan American, Western Air Express, Northwest Airways und an den Curtiss Flying Service. Unter der Bezeichnung PS-3 erhielt auch die US Navy zwischen 1929 und 1932 vier S-38B.
Die letzte Variante war die S-38C, die mit kleineren Treibstofftanks und zwei zusätzlichen Sitzen für den Kurzstreckeneinsatz ausgelegt war. Betreiber waren die Inter-Island Airways, deren Linien die vier Hawaii-Inseln verbanden, und Colonial Western Airways, die im Bereich der Großen Seen operierte. Nachdem die US Navy ihre PS-2 und PS-3 erhalten hatte, entfernte sie die im Bug und Heck vorhandene MG-Bewaffnung und reklassifierte die sechs Maschinen 1931 mit den neuen Bezeichnungen RS-2 und RS-3 als Transportflugzeuge (siehe hierzu auch Bezeichnungssystem für Luftfahrzeuge der US Navy von 1922 bis 1962). Zwei weitere S-38B wurde direkt als Transportausführung an das US Marine Corps (USMC) und eine an die Navy geliefert.
Die Navy und das USMC musterte ihre S-38 Mitte der 1930er Jahre aus, während private Besitzer diese noch bis Anfang der 1940er Jahre im Einsatz hatten.

## Pan Am
Die erste S-38 mit dem Luftfahrzeugkennzeichen NC8000 wurde am 31. Oktober 1928 bei Pan American Airways in Dienst gestellt. Pan Am war mit insgesamt 38 Beschaffungen, wovon einige auch gebraucht von anderen Gesellschaften erworben wurden, der größte Betreiber der S-38. Zeitweise waren 30 Maschinen gleichzeitig im Einsatz.

## Historische Flüge der S-38

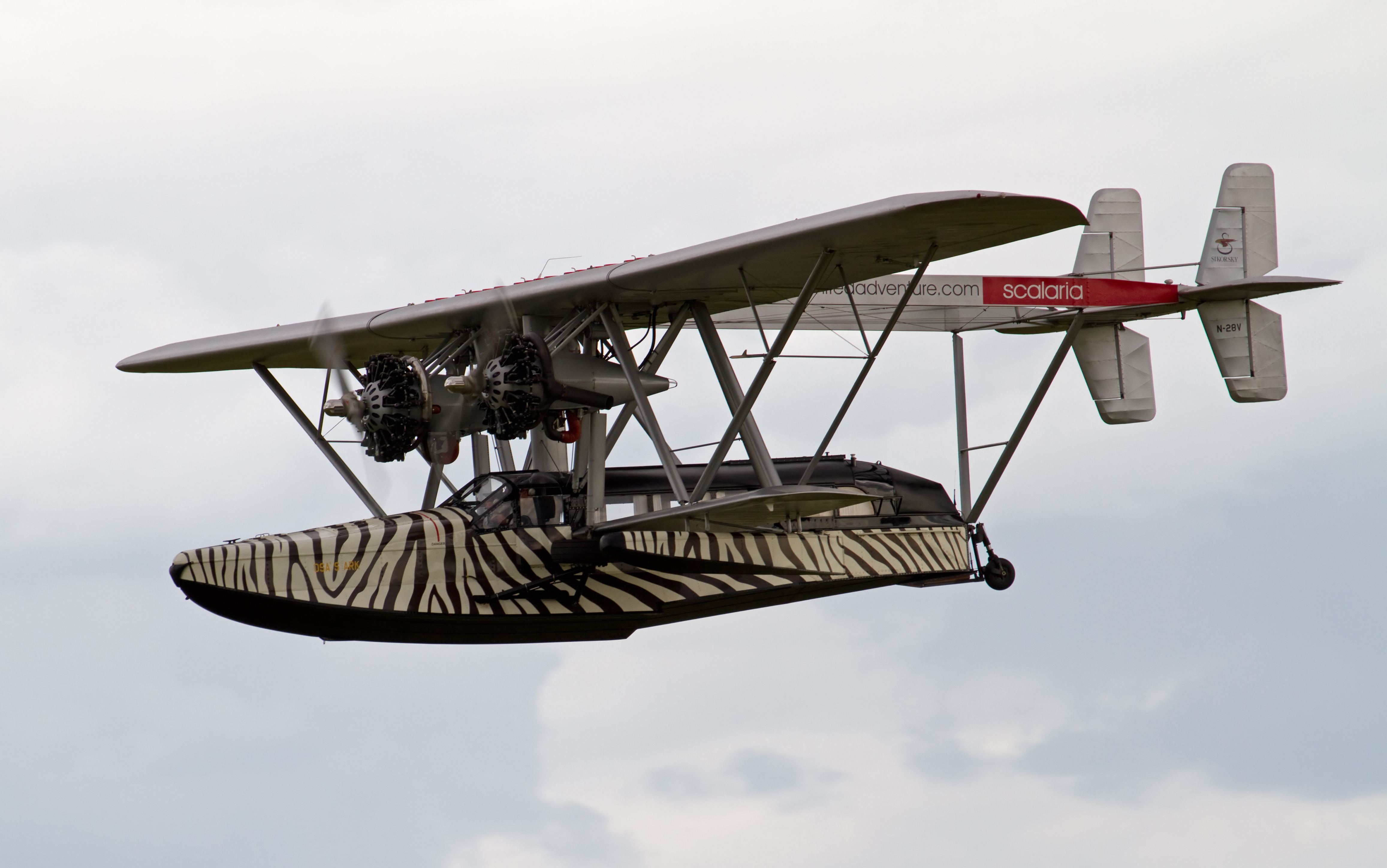
Nachbau der Osa's Ark

- Charles Lindbergh flog zusammen mit Anne Morrow Lindbergh für Pan Am Südamerika- und Pazifikrouten.
- Zeitungsverleger Robert R. McCormick flog kommerzielle Flugrouten zwischen Nordamerika und Europa.
- John Hay Whitney, ein Anleger von Risikokapital, nutzte das Flugzeug für Luxusreisen.
- Die Flying Hutchinsons waren die erste Familie, die die Welt umrundete.
- Die Filmmacher Martin Johnson und Osa Johnson flogen eine S-38 (NC29V) „Osa's Ark“ im „Zebraanstrich“ für Flüge im Norden von Kenia und in Tanganjika.[1]
- Herbert Johnson erforschte das Carnaubawachs in Südamerika mit dem Flugzeug „The Spirit of Carnaúba“. Eine flugfähige Replikamaschine existiert noch heute.[1]
- Howard Hughes kaufte eine S-38 für seinen Flug um die Welt.

Eine der zwei heute noch existierenden S-38 (N28V) wurde im Film Aviator von 2004 verwendet. Allerdings flog Hughes damals tatsächlich eine S-43.
Im August 2010 überquerte Tom Schrade aus Las Vegas, Nevada in mehreren Etappen über Grönland und Island den Atlantik. Das Flugzeug mit zwei nachgebauten Pratt & Whitney-Motoren von jeweils 400 PS Leistung trug den Namen Osa's Ark und die Zebra-Lackierung des Flugzeugs aus den 1930er Jahren.
Die Angaben über die insgesamt gebauten Maschinen schwanken in der Literatur zwischen 90 und 120 Exemplaren. Diese wurden in Stratford (Connecticut) montiert.

## Technische Daten

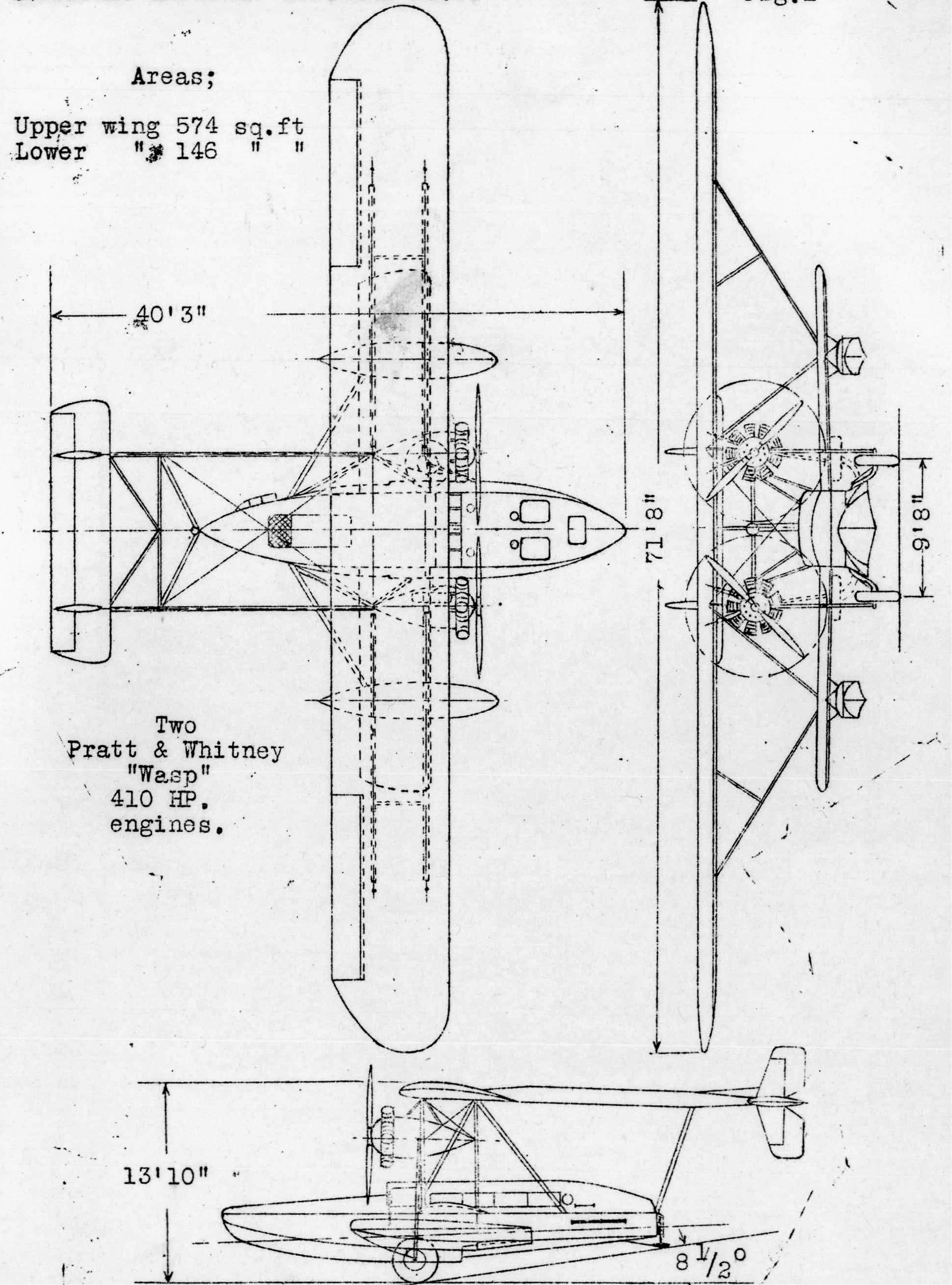
Dreiseitenansicht

| Kenngröße             | Daten der Sikorsky S-38A                           |
| --------------------- | -------------------------------------------------- |
| Besatzung             | 2                                                  |
| Passagiere            | 10                                                 |
| Länge                 | 12,27 m                                            |
| Spannweite            | 21,85 m                                            |
| Flügelfläche          | 68,6 m²                                            |
| Höhe                  | 4,22 m                                             |
| Leermasse             | 2727 kg                                            |
| Startmasse            | 4764 kg                                            |
| Höchstgeschwindigkeit | 192 km/h                                           |
| Dienstgipfelhöhe      | 4878 m                                             |
| Reichweite            | 1200 km                                            |
| Triebwerke            | 2 × Pratt & Whitney R-1340 Wasp je 298 kW (400 PS) |